# 河越巧
河越巧（かわごえ たくみ）は、日本のゲームクリエイター。任天堂情報開発本部を経て、企画開発本部環境制作部所属。主にゲーム中のムービーを多く手掛ける。

## 主な作品
- パイロットウィングス（1990年、スーパーファミコン、プログラマー）
- カービィボウル（1994年、スーパーファミコン、マップCADプログラマ）
- スーパーマリオ64（1996年、NINTENDO 64、カメラプログラマ）
- ウェーブレース64（1996年、NINTENDO64、デモシーケンスプログラマ）
- マリオカート64（1996年、NINTENDO64、デモシーケンスプログラマ）
- ゼルダの伝説 時のオカリナ（1998年、NINTENDO64、シネマシーンディレクター）
- ゼルダの伝説 ムジュラの仮面（2000年、NINTENDO64、シネマシーンディレクター）
- ルイージマンション（2001年、ニンテンドー ゲームキューブ、エンディングデザイン）
- ピクミン（2001年、ニンテンドーゲームキューブ、デモサポート）
- スーパーマリオサンシャイン（2002年、ニンテンドーゲームキューブ、デモデザイン）
- ゼルダの伝説 風のタクト（2002年、ニンテンドーゲームキューブ、デモデザイン）
- マリオカート ダブルダッシュ（2003年、ニンテンドーゲームキューブ、デモデザイン）
- ゼルダの伝説 4つの剣+（2004年、ニンテンドーゲームキューブ、デモデザイン）
- ピクミン2（2004年、ニンテンドーゲームキューブ、ムービーデモデザイン）
- ゼルダの伝説 トワイライトプリンセス（2006年、Wii、シネマシーンディレクター[2]）
- マリオストライカーズ チャージド（2007年、Wii、イントロムービースーパーバイザー）
- スーパーマリオスタジアム ファミリーベースボール（2008年、Wii、ムービーサポート）
- マリオカートWii（2008年、Wii、デモデザイン）
- NewスーパーマリオブラザーズWii（2009年、Wii、デモシーンディレクター）